# Karl Josef Klauer
Karl Josef Klauer (* 10. März 1929 in Sargenroth; † 14. März 2023 in Haan) war ein deutscher Volks- und Sonderschullehrer, Psychologe und Hochschullehrer. Er hat zur Diskussion bezüglich der Hilfs- bzw. Sonderschule beigetragen und die Entwicklung der Fachdisziplin pädagogische Psychologie beeinflusst.

## Biographie
Karl Josef Klauer wurde 1929 geboren. Er studierte Psychologie von 1954 bis 1958 in Mainz und promovierte anschließend ebenfalls dort. Von 1963 bis 1968 hatte er eine Professur für Lernbehindertenpädagogik in Köln inne und habilitierte sich im Jahre 1967 an der Universität Düsseldorf für das Fach Pädagogische Psychologie. Von 1968 bis 1976 war er Professor für Pädagogik an der TU Braunschweig. Dort legte er als erster Inhaber des Lehrstuhls für Geschichte der Empirischen Pädagogik die pädagogisch-psychologische Grundausrichtung des Seminars fest. Von 1976 bis 1994 war er Professor für Erziehungswissenschaft an der RWTH Aachen. Seit 1994 war er emeritiert.

## Werk (Auswahl)
Neben dem bereits in zweiter Auflage erschienenen Buch Kognitives Training (ISBN 3-8017-0611-7), das auch in der Schweiz, Kanada und den USA verlegt wurde, schrieb er weitere zahlreiche Bücher zu diesem Thema:
- Kriteriumsorientierte Tests. Hogrefe, Göttingen 1987.
- mit Edeltrud Marx: Keiner ist so schlau wie ich I und II. Ein Förderprogramm für Kinder. (Mehrere Bände) Vandenhoeck & Ruprecht, Göttingen 1987.
- Denktraining für Kinder I. Hogrefe, Göttingen Verlag für Psychologie, 1989.
- Kognitive, emotionale und soziale Aspekte des Alterns. Westdeutscher Verlag, Opladen 1992.
- Denktraining für Kinder II. Hogrefe, Göttingen Verlag für Psychologie, 1991.
- Denktraining für Jugendliche. Hogrefe, Göttingen Verlag für Psychologie, 1993.
- Handbuch kognitives Training. Hogrefe, Göttingen 2000.
- mit Detlev Leutner: Lehren und Lernen. Einführung in die Instruktionspsychologie. Beltz PVU, Weinheim 2007.
- Denksport für Ältere. Bern : Huber, 2008, ISBN 3-456-84553-7.
- mit Gary D. Phye: Inductive Reasoning. A Training Approach. Review of Educational Research, 2008, 78, S. 85–123.

Zuvor hatte Klauer mehrere Werke zur Sonderschulproblematik verfasst, darunter Das Schulbesuchsverhalten bei Volks- und Hilfsschulkindern. Henn,  Ratingen 1963; Denktraining für Kinder : ein Programm zur intellektuellen Förderung. Verlag für Psychologie. Hogrefe, Göttingen, Toronto, Zürich; Handbuch der pädagogischen Diagnostik. (Band 1 und 2) Pädagogischer Verlag Schwann, Düsseldorf. Programmierter Unterricht in Sonderschulen. (2. Auflage) Marhold, Berlin-Charlottenburg 1970 und seine Habilitationsschrift Lernen und Intelligenz. Der Einfluss von Trainingsmethoden auf die Intelligenzleistung schwachbegabter Kinder. Düsseldorf 1967 .